# Chimo
Il chimo, in fisiologia umana, è quella sostanza liquida presente nello stomaco, prima di passare attraverso la valvola pilorica ed entrare nel duodeno. È un prodotto della digestione degli alimenti ed è composto dai succhi gastrici e dagli alimenti da questi modificati; si presenta come sostanza lattiginosa, ricca d'acqua.
È il risultato di scariche chimiche e meccaniche del bolo alimentare ed è costituito da cibo parzialmente digerito, acqua, acido cloridrico e svariati enzimi digestivi.
Attraversa lentamente lo sfintere del piloro e da esso vengono estratti, una volta entrato nel duodeno, i nutrienti.
Lo stomaco digerisce il cibo in chimo in un periodo variabile da 40 minuti a poche ore, a seconda della quantità ingerita.
Presenta un pH acido di valore 2 e, una volta nel duodeno, la stabilizzazione dell'acidità viene raggiunta a causa della secrezione di un ormone, la colecistochinina (CCK), che provoca la contrazione della cistifellea e il conseguente rilascio di bile alcalina nel duodeno stesso. 
Il duodeno produce inoltre l'ormone secretina, che agisce stimolando la secrezione pancreatica di larghe quantità di bicarbonato di sodio che porta a 7 il pH del chimo prima che esso raggiunga l'ileo.
Essendo protetto da uno strato di muco e utilizzando le azioni neutralizzanti del bicarbonato di sodio e della bile, il duodeno non risente dell'alta acidità del chimo, così come la rimanente parte dell'intestino.